# Associazione Calcio Vigevano 1938-1939
Questa pagina raccoglie i dati riguardanti l'Associazione Calcio Vigevano nelle competizioni ufficiali della stagione 1938-1939.

## Rosa
| N. |                   | Ruolo | Calciatore        |
| -- | ----------------- | ----- | ----------------- |
|    | Italia (bandiera) | C     | Oreste Barale     |
|    | Italia (bandiera) | P     | Angelo Baratti    |
|    | Italia (bandiera) | C     | Giorgio Buila     |
|    | Italia (bandiera) | D     | Arnaldo Calzolari |
|    | Italia (bandiera) | C     | Mario Cavigliani  |
|    | Italia (bandiera) | A     | Vittorio Coccia   |
|    | Italia (bandiera) | C     | Raffaele Corbetta |
|    | Italia (bandiera) | D     | Guido Duo         |
|    | Italia (bandiera) | C     | Renzo Giovannoni  |
|    | Italia (bandiera) | P     | Gino Gori         |

| N. |                   | Ruolo | Calciatore        |
| -- | ----------------- | ----- | ----------------- |
|    | Italia (bandiera) | D     | Noemo Grugnetti   |
|    | Italia (bandiera) | C     | Attilio Kossovel  |
|    | Italia (bandiera) | A     | Guglielmo Negrini |
|    | Italia (bandiera) | A     | Bruno Porcelli    |
|    | Italia (bandiera) | C     | Valentino Sala    |
|    | Italia (bandiera) | C     | Eschilo Serra     |
|    | Italia (bandiera) | A     | Attilio Sudati    |
|    | Italia (bandiera) | A     | Oberdan Ussello   |
|    | Italia (bandiera) | D     | Mario Zanello     |
|    | Italia (bandiera) | A     | Orazio Zecchi     |